# Channel AOA
《Channel AOA》（韓語：채널AOA）是韓國OnStyle于2016年播出的綜藝節目，由AOA的草娥、智珉、酉奈、惠晶、珉娥、雪炫、澯美等人出演。節目為AOA七名成員參與的偶像團綜，成員們將展示各自不同的個性和魅力，同時也將會展現成員們真實的日常生活。

## 爭議事件
- 2016年5月3日播出第四集時，AOA成員智珉與雪炫，在進行歷史遊戲（看圖填寫人名）時，未能認出韓國史上的愛國英雄安重根，而引發韓國人民的強烈不滿[4][5]。事後兩人於個人instagram上道歉[6]。